# Une los puntos

Pasatiempo Une los puntos

Une los puntos es un tipo de pasatiempo de lápiz y papel en el que se representan una secuencia de puntos numerados. El pasatiempo se completa dibujando líneas que unen los puntos comenzando por el que se encuentra junto al número uno y continuando correlativamente hasta la última cifra. Las líneas trazadas descubren un dibujo oculto. 
La mayoría de los pasatiempos contienen líneas o dibujos que complementan la imagen creada a partir de los puntos. 
Une los puntos es un pasatiempo generalmente dirigido a los niños aunque también puede ser realizado por adultos.
A veces, el orden numérico puede ser reemplazado por letras u otros símbolos. 
- Datos: Q3523090
- Multimedia: Connect-the-dots puzzles / Q3523090